# سیارک ۲۳۳۸
سیارک ۲۳۳۸ (به انگلیسی: 2338 Bokhan، نامگذاری:1977QA3) دو هزار و سیصد و سی و هشتمین سیارک کشف شده‌است که در ۲۲ اوت ۱۹۷۷ کشف شد.
قدر مطلق سیارک برابر ۱۱٫۹۰ است.